# Гаррік Олссон
Гаррік Олссон (англ. Garrick Ohlsson; нар. 3 квітня 1948) — американський піаніст, лауреат міжнародних конкурсів і премій.
Освіту здобув у Джульяардській школі музики. Світове визнання піаністу принесли перемоги на конкурсах піаністів імені Бузоні (1966), конкурсі в Монреалі (1968), та конкурсі імені Шопена (1970). В 1994 році був удостоєний премії Евері Фішера. 2008 здобув премію Греммі в номінації найкраще сольне класичне виконання (без оркестру) за компакт-диск із сонатами Бетховена.